# RAB2A
RAB2A‏ (RAB2A, member RAS oncogene family) هوَ بروتين يُشَفر بواسطة جين RAB2A في الإنسان.